# 트레비 분수

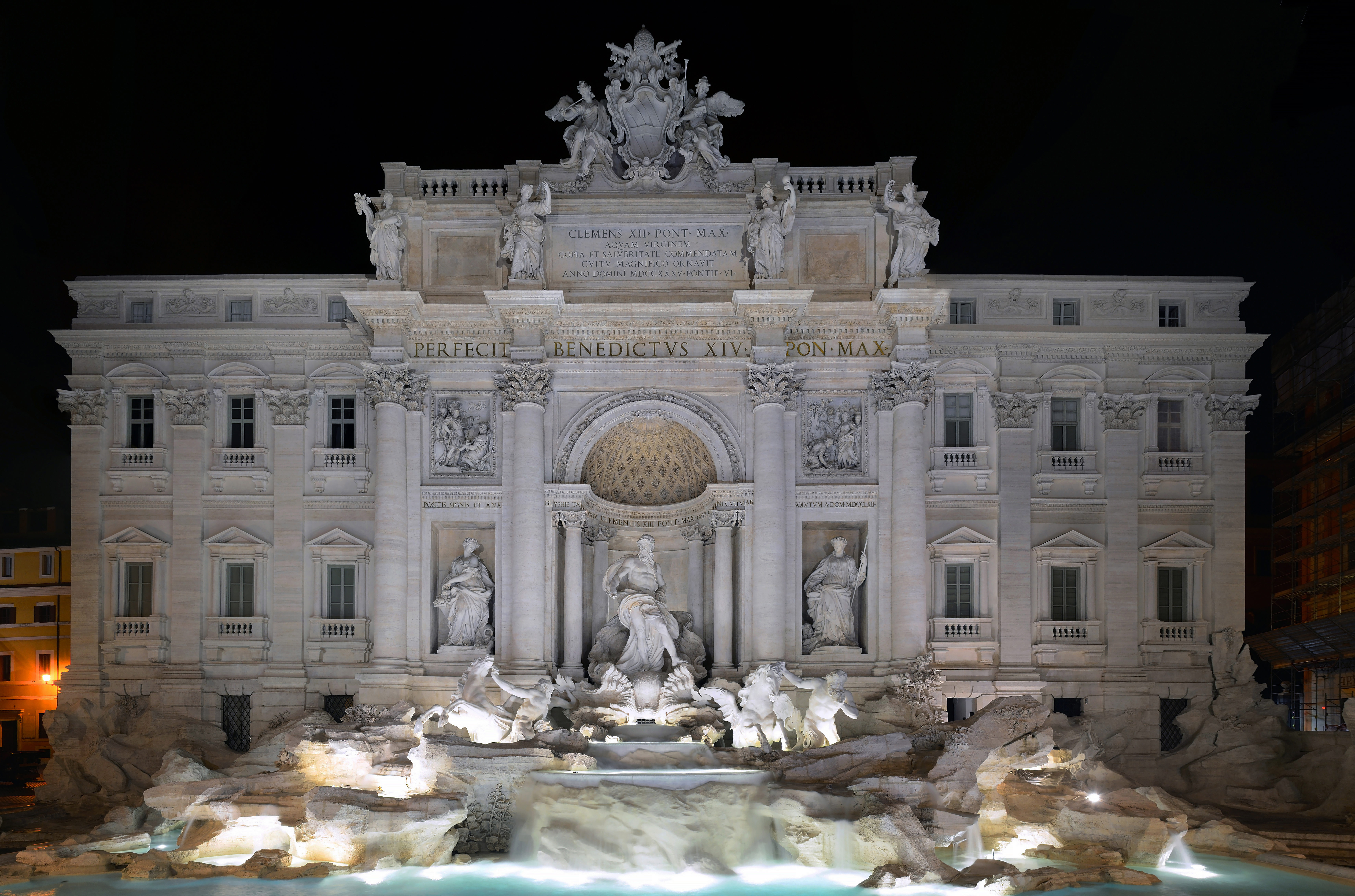
트레비 분수

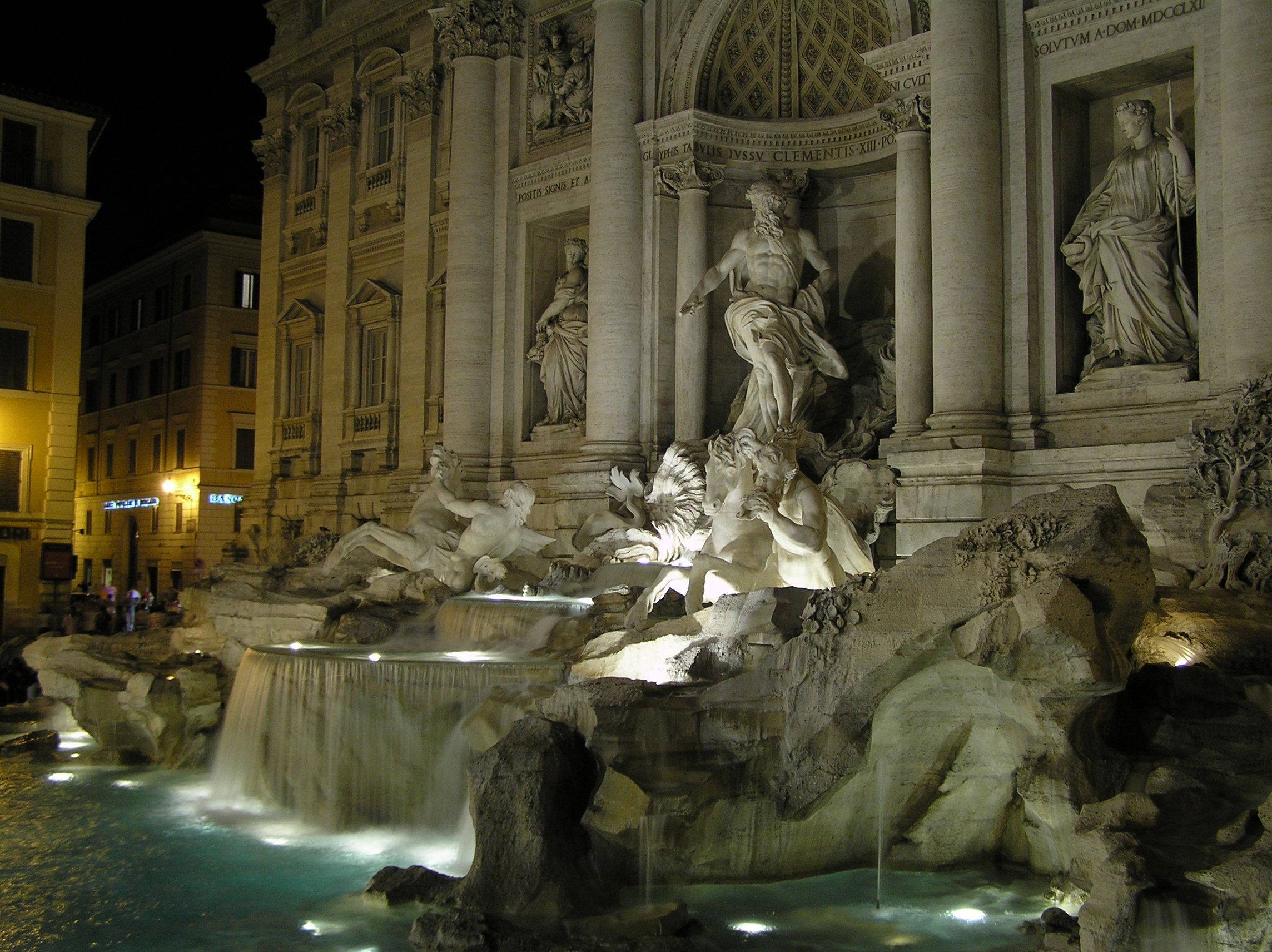
밤의 트레비 분수 모습

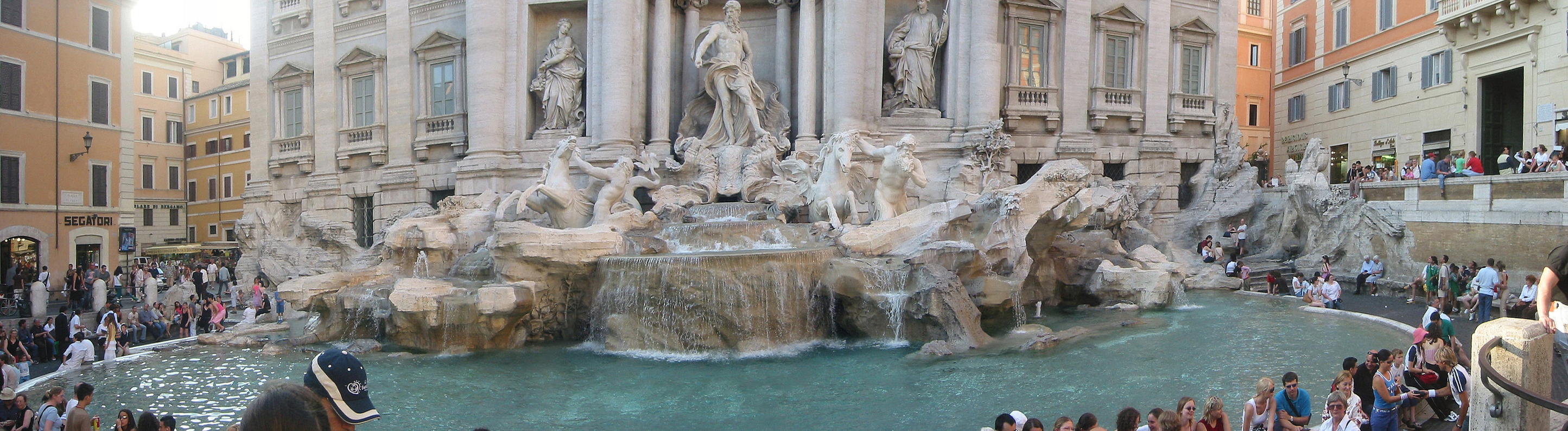
트레비 분수의 파노라마 사진

트레비 분수(이탈리아어: Fontana di Trevi)는 로마에 있는 분수다. 높이는 26.3m, 너비는 49.15m이며 이탈리아의 건축가 니콜라 살비에 의해 조성되었다. 로마에 있는 바로크 양식의 분수 중 가장 큰 규모를 자랑하며, 세계적으로도 매우 유명한 분수이다. '로마의 휴일'과 같은 영화에도 다수 등장하며 로마의 랜드마크 중 하나가 되었다.

## 역사

### 1629년 이전
현재 트레비 분수가 자리한 곳은 옛 로마 시대에 물을 공급하던 수로가 끝나는 곳이었다. 이 수로는 로마에서 13km나 떨어진 곳에서 물을 끌어와 시민들에게 깨끗한 물을 공급했고, 무려 400년 동안이나 이 임무를 성실하게 수행하였다.

### 시공 및 디자인
1629년, 당시 교황이었던 우르반 8세가 새로운 분수를 짓기로 결심하며, 베르니니에게 새 분수의 디자인을 맡겼다. 하지만 설계가 다 끝나기 전 교황이 서거하며 분수의 건축은 잠정적으로 중단되었다. 따라서 베르니니의 계획이 실제로 실행되지는 않았지만, 베르니니의 자취는 여전히 트레비 분수 곳곳에 남아있다.
바로크 시대에 들어서며, 국가 간 경쟁이 심화되었고, 이에 따라 각 나라의 국왕과 교황은 서로 더 아름다운 건축물을 짓는 데 열정을 기울였다. 1730년 교황 클레멘스 12세가 새로운 분수를 짓기로 결정하며, 공모전을 벌였다. 이 공모전에서 니콜라 살비의 안이 처음에는 채택되지 못했으나, 국제 정세에 의해 결국 그의 안이 받아들여졌다. 1732년에 분수가 착공되었다.
니콜라 살비는 1751년에 분수의 완공을 보지 못하고 눈을 감았으나, 혹시라도 후대의 건축가들이 그의 작품을 망치는 일이 없도록 매우 구체적인 설계도를 남겼고, 이 분수의 조각을 하기 위해 4명이나 되는 조각가들이 고용되었다. 트레비 분수는 1762년에 완공되었으며, 교황 클레멘스 13세에 의해 군중들에게 개방되었다.

## 복원
1988년에 스모그로 인한 피해를 복구하기 위해 복구 공사에 들어갔고, 1998년에 조각 전문가들이 돌에 간 금을 모두 메우고 떨어져 나간 부분들을 복원하였다. 또한 펌프를 사용하여 물이 끊임없이 순환하게 하였다.
2013년 1월에, 이탈리아의 패션 회사가 220만 유로를 트레비 분수의 보존을 위해 기부하였다. 이는 트레비 분수의 복원 역사상 가장 많은 기부금이었다. 복원 작업은 2014년에 시작하여 2015년에 끝났다. 11월에 상징적인 의식을 치르고 군중들에게 개방되었으며, 더 극적인 야간 모습을 위해 100개에 달하는 LED전구가 추가적으로 설치되었다.

## 모습
트레비 분수 가운데에는 대양의 신 오케아노스가 서있고, 이를 양 옆에서 바다의 신 트리톤이 보좌하는 모습이다. 트레비 분수의 왼쪽은 격동의 바다를, 오른쪽은 고요한 바다를 상징하며 바다의 두 이면을 보여준다. 사람들이 오케아노스를 포세이돈으로 착각하는 경우가 많지만, 이는 사실이 아니다. 오케아노스는 빛을 이용한 더 극적인 효과를 위해 기둥 위에 서있고, 그의 옆에는 풍요의 여신이 항아리에서 물을 흘려보내는 모습, 건강의 신이 잔을 들고 있는 모습이 석상으로 조각되어 있다. 참고로 트리톤과 말의 자세는 최대한으로 역동적인 모습을 하고 있어, 당대의 장식적이었던 건축 양식을 잘 보여주고 있다.

## 동전 던지기
트레비 분수에서 동전 던지기는 매우 유명한 전통 중 하나이다. 오른손에 동전을 쥐고 왼쪽 어깨 너머로 던지면 좋은 일이 찾아온다는 전설이 내려온다고 한다. 간혹 1개를 던지면 로마에 다시 올 수 있고, 2개를 던지면 사랑하는 사람과 다시 올 수 있다는 내용으로 알려지기도 한다.
트레비 분수에 동전을 던지는 것은 오랜 전통으로 남아있다. 이 분수에 동전을 던지면 소원이 이루어진다고 믿거나 언젠가 다시 로마에 오게 된다고 믿는 전통이 있다고 한다. 오른손에 동전 세 개를 들고 왼쪽 어깨 너머로 던지면 행운이 온다는 말도 있다.
매일 3,000유로 정도가 트레비 분수대 바닥에 쌓이는데, 로마 시에서는 매일 밤 이 동전을 수거하여 로마 내 문화재 복원과 보호에 쓰고 있다. 한편, 자석을 이용해 이 동전을 훔치려고 하는 사람들도 있다고 한다.